# Junonia hedonia
Junonia hedonia is een vlinder uit de familie Nymphalidae. De wetenschappelijke naam is gepubliceerd in 1764 door Carl Linnaeus.

## Verspreiding en leefgebied
Deze vlindersoort komt voor in Maleisië, Nieuw-Guinea en Australië in door bossen omringde moerassige gebieden

## Waardplanten
De waardplanten zijn Hygrofila salicifolia en Hemigraphis alternata uit de familie Acanthaceae.